# Akční program KSČ
Akční program KSČ z roku 1968 (dále jen AP) byl programový dokument, který měl řešit hlavní příčiny, které vedly k tzv. Československé krizi z roku 1968. Byl přijat na plenárním zasedání ÚV KSČ dne 5. dubna 1968. Tento dokument představoval koncepci pokusu reformy socialistického zřízení jak po stránce hospodářské, tak po stránkách politických i sociálních. Ve zkratce bylo jeho snahou polidštění vládnoucího totalitního režimu. Nakonec byl tento program v roce 1970 prohlášen ÚV KSČ za neplatný.

## Pozadí vzniku Akčního programu
Od počátku šedesátých let probíhala v Československu pomalá změna společenského myšlení, která vyústila v roce 1968 odvoláním prezidenta a prvního tajemníka ústředního výboru KSČ Antonína Novotného, který odmítal jakékoli reformy a změny. Antonín Novotný byl poražen reformním křídlem ÚV KSČ a byl donucen odstoupit z postu prvního tajemníka. Mezi členy reformního křídla patřili např. Ota Šik, Josef Smrkovský a další. Dne 5. ledna 1968 byl zvolen jako nový první tajemník ÚV KSČ Alexander Dubček. Druhou rozhodující událostí byla i rezignace prezidenta Antonína Novotného a jeho nahrazení Ludvíkem Svobodou. Od ledna téhož roku se chopilo iniciativy reformní křídlo KSČ, které si uvědomovalo nutnost ekonomických, politických a společenských změn pod taktovkou KSČ. Jako reakce na krizi ve společnosti byl sepsán právě Akční program jako souhrn potřebných reforem. Východisko ze společenské krize spatřoval v orientaci na specifickou československou reformu dosavadního pojetí socialismu. Vnitřní demokratizace KSČ měla patřit při této transformaci mezi nejdůležitější úkoly. Akční program byl koncipován jako program politické strany, která by se měla zabývat jen politikou.

## Obsah Akčního programu
Pro porozumění roku 1968 v Československu je nutné se alespoň stručně seznámit s tímto programem. Ten byl veřejným prohlášením vládnoucí strany, která slibovala nutné společenské změny. Navazoval na podkladový materiál, který již od roku 1967 připravovala komise pod vedením Zdeňka Mlynáře. Po jednomyslném přijetí na dubnovém zasedání ústředního výboru KSČ v roce 1968 byl AP schválen a uveden v platnost. Jednou ze stěžejních otázek programu byla nepochybně vedoucí úloha strany. V novém pojetí tak neznamená prý ,,vládnout nad společností, ale sloužit jí“. Neprosazovat tak svou linii nařizováním, ale nahradit ji ,,prací svých členů a pravdivostí svých ideálů“. AP však odmítá takové uspořádání společnosti, v němž by byly strany vládnoucí a strany opoziční. Pro toto politické postavení bude získávat demokratickými prostředky podporu. To znamená, že KSČ se bude do jisté míry dělit o moc s dalšími partnery, ale předpokládá, že jí v tomto partnerství zůstane vedoucí úloha. Otázku, co by se stalo ve chvíli, kdyby společnost odmítla rozhodující vliv komunistické strany, si AP neklade. Tento program kladl důraz na občanské svobody a potvrdil: právo na shromáždění, vznik dobrovolných organizací, sdružení a spolků bez byrokratizace. Dále zaručoval svobodu projevu, díky které byla prakticky zrušena cenzura, svobodu pobytu spojenou s vycestováním do zahraničí atd. Prakticky všechna opatření obsažená v AP byla zároveň rozpracována jako návrhy příslušných zákonů.
Co se týče sféry ekonomické a sociální, tak zde byla vyjádřena potřeba provedení nutných hospodářských reforem vedoucích ke zvýšení životní úrovně a růstu mezd. V prvním čtvrtletí roku 1968 vzrostly mzdy o 10,4 procenta, průměrně tedy o 106 korun na osobu měsíčně. Mzdové a sociální požadavky se staly předmětem jednání mezi odbory a vládou, což byl také zcela nový společenský jev. O nutnosti ekonomické reformy se mluvilo již od roku 1960, ale její realizace byla neustále odkládána. Hlavní myšlenkou reformy bylo odstranit direktivní řízení a centrální plánování ekonomiky. Výrobní ministerstva měla být nahrazena několika resortními úřady, které výrobu neřídí, ale určují pravidla pro chod státních podniků. V rámci reformy byly vytvořeny podnikové rady pracujících, které měly mít právo zasahovat do řízení podniků a navíc měly mít mnohem větší vliv na jejich ekonomický rozvoj. Vrcholem hospodářských reforem mělo být umožnění drobného soukromého podnikání, které v této době existovalo v Polsku, NDR, Maďarsku a SSSR. Dalším cílem reforem byla hospodářská spolupráce se západními státy a také potřeba získat úvěry pro rekonstrukci československého průmyslu. Důležité bylo dosáhnout volné směnitelnosti československé koruny v zahraničí. Hlavní garant a tvůrce hospodářské reformy byl ekonom Oto Šik. Celkově tedy lze říci, že se jednalo o přechod z centrálně řízené ekonomiky směrem k tržnímu hospodářství.
Největší společenské změny měly proběhnout i v zákonodárné sféře. V dané politické situaci, ve které se Československo ocitlo na začátku roku 1968, byly odloženy volby do Národních výborů, Národního shromáždění a Slovenské národní rady. Hlavním důvodem byly zastaralé volební zákony a nespokojenost s vybranými kandidáty. Volby se měly konat na podzim již podle nových pravidel, která by byla zcela v souladu se společenskými změnami umožňujícími kandidovat více osobám na místo zastupitele. Ke změnám došlo i v komunistické straně, kde měli být funkcionáři voleni tajně. Dále byl vydán zákaz soustřeďovat vedoucí stranické, státní a veřejné funkce do rukou jediné osoby. Komunisté také měli mít možnost vystoupit ze strany z vlastní vůle, nikoli tedy jen vyškrtnutím, vyloučením nebo úmrtím. Tyto reformy ukončila invaze vojsk SSSR a dalších států Varšavské smlouvy v srpnu 1968 a volební řád se vrátil do doby před lednem. Díky procesu demokratizace politického systému se měl stát přetvořit ve federaci, což mělo posílit autonomii Slovenska. Pouze tento bod z celého AP se nakonec dočkal své realizace, a to i navzdory sovětské okupaci.
Na závěr tedy lze říci, že návrh AP i státních změn, založených na obnově dělby moci (nezávislé soudnictví, větší role parlamentu a vlády), byl postaven na občanských právech a svobodě (tisku, vyznání a též národnostních menšin). Problém rehabilitací byl vyřešen novým zákonem a vedením rehabilitačního programu nebyly pověřeny stranické komise, nýbrž soudy. Dále je důležité zmínit, že tento dokument navrhoval tzv. zájmový pluralismus, což znamenalo, že sami občané (straníci i nestraníci) měli prostřednictvím nižších stranických orgánů Národní fronty upozorňovat na problémy a v rámci demokratické diskuse navrhovat jejich řešení. AP přitom počítal s plným zapojením nestraníků do společenského života. Profesní kariéra už neměla být napříště podmíněna stranickou legitimací. Jednotlivé změny tedy celkově vedly ke změně starého režimu, který se měl postupně proměnit v tzv. socialismus s lidskou tváří.
V další části se dokument zabýval otázkami rozvoje vědy, vzdělanosti a kultury. Vycházelo se z předpokladu, že socialismus musí zabezpečit plnou svobodu vědeckého bádání. Vědecké diskuse, vědecká díla i časopisy tak neměly podléhat žádné cenzuře. Ve sféře školství a vzdělávací politiky bylo hlavním úkolem vypracování dlouhodobého projektu zkvalitnění školství. Důraz byl též kladen na humanizaci kultury a na odstranění administrativně byrokratických způsobů v kulturní politice. To znamenalo zajistit svobodný rozvoj kultury ve všech oblastech.

## Konec reforem
Naprostý konec jakýchkoli nadějí na liberalizaci poměrů v Československu nastal 21. srpna roku 1968, kdy na jeho území vstoupila vojska Varšavské smlouvy pod vedením SSSR. Záminkou bylo zastavení připravované kontrarevoluce na našem území. Hlavním důvodem vojenské intervence však bylo zastavit probíhající reformy a vrátit vše do starých kolejí. S koncem pražského jara je tedy spojen i konec AP a všech jeho představitelů. Následující roky byly ve znamení normalizace a utužení režimu. AP byl oficiálně zrušen až v roce 1970, jeho platnost však skončila již na konci léta 1968. Akční program byl vydán knižně již v roce 1968 a je dostupný i na internetu.

## Samotný obsah dokumentu
Ústřední výbor KSČ, vědom si svého závazku k tradicím komunistického hnutí, předkládá straně a všem pracujícím naší socialistické vlasti program své politické práce pro nejbližší období. Ústřední výbor, opíraje se o zkušenosti socialistických zemí a mezinárodního dělnického hnutí, vychází důsledně při tvorbě programového prohlášení z československých podmínek. Navrhujeme řešit vážné a neodkladné problémy současného života podle svého nejlepšího vědomí a svědomí; myšlenky a plány, které nás přitom vedou, nespadly lacino do klína. Vyplývají z tvrdých a mnohdy draze zaplacených zkušeností minulých let. Každý z nás – ten dříve, onen později – se k nim musel propracovávat a probojovávat na základě dlouholetých zkušeností. Nyní nastala doba, kdy komunisté nastoupili k obratu v celém životě strany, v cestách výstavby nové společnosti…